# Микитюк Юлія Володимирівна

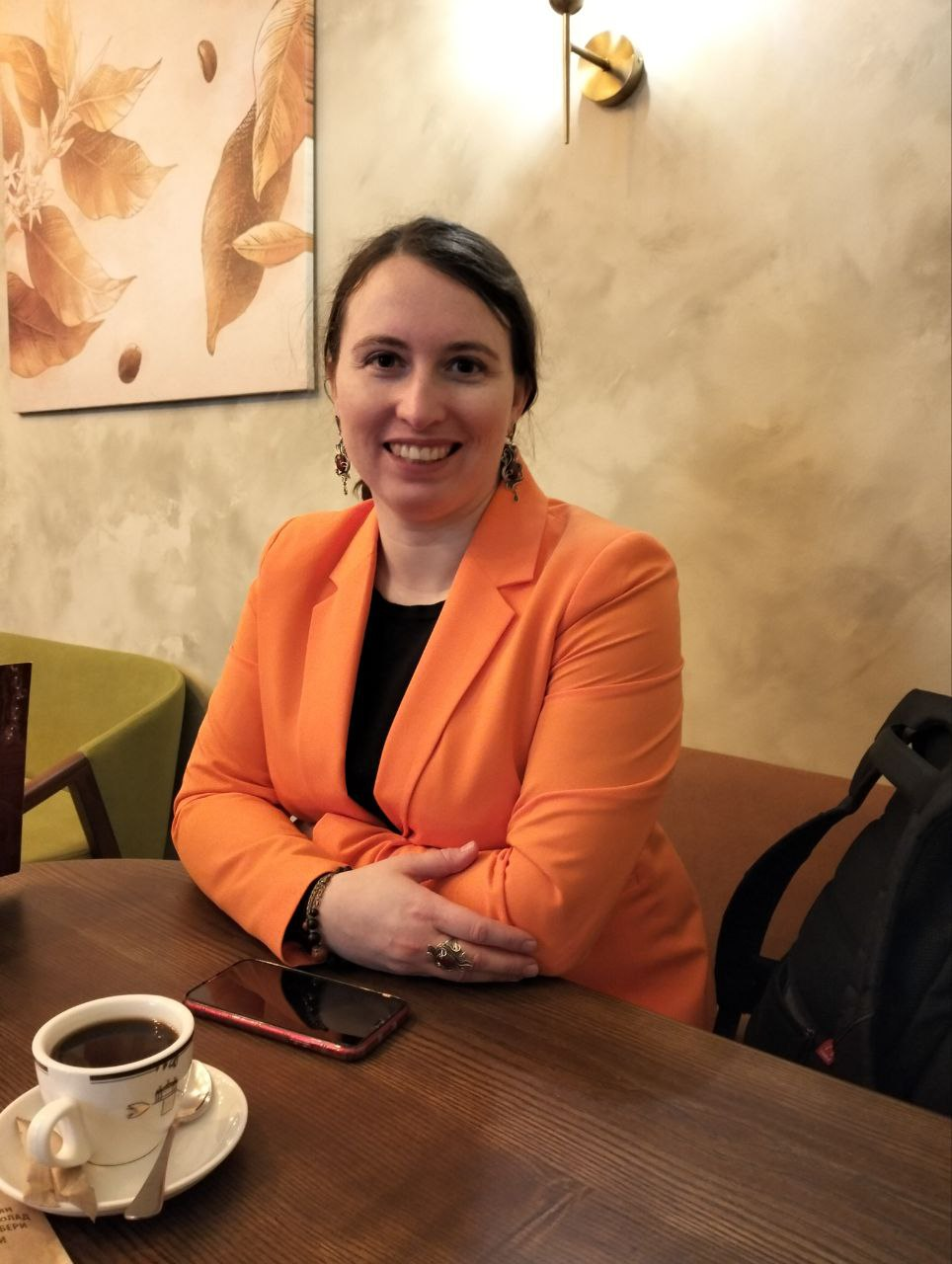
доцент кафедри німецької філології Львівського національного університету імені Івана Франка

Микитюк Юлія Володимирівна — українська науковиця, кандидат філологічних наук, доцент кафедри німецької філології Львівського національного університету імені Івана Франка, перекладачка.

## Біографічна довідка
Народилася 30 квітня 1987 року у місті Львові, Україна.
2004 р. — закінчила з золотою медаллю середню загальноосвітню школу № 23 міста Львова.
2007 р. — навчалася у Фрідріх Александер Університет Ерлянґен-Нюрнберґ (у рамках програми GIP-DAAD).
2007—2008 р. — навчалася в університеті Дуйсбурґ-Ессен (у рамках стипендії DAAD для германістів).
2009 р. –  закінчила з відзнакою факультет іноземних мов Львівського національного університету імені Івана Франка. Спеціальність: «Німецька мова та література». Кваліфікація: магістр філології. Викладач німецької і англійської мов та світової літератури.
2010—2017 — навчалася в аспірантурі на кафедрі німецької філології Львівського національного університету ім. Івана Франка.
2017 р. — захистила кандидатську дисертацію на тему "Комплімент як мовленнєвий акт (на матеріалі німецькомовних драматичних творів XVIII—XX ст.), здобувши науковий ступінь кандидата філологічних наук за спеціальністю 10.02.04 «Германські мови».
Професійна діяльність:
2009—2010, 2017—2021 р. — асистентка кафедри німецької філології Львівського національного університету ім. Івана Франка.
з 2009 р. — викладачка на курсах німецької мови у Німецькому мовному центрі (партнер Ґете-Інституту, м. Київ).
з 2021 р. — працює на посаді доцента кафедри німецької філології Львівського національного університету ім. Івана Франка.

## Основні навчальні дисципліни
- Перша іноземна мова (німецька)
- Друга іноземна мова (німецька)
- Сучасні інформаційно-комунікаційні технології
- Методика навчання іноземної мови
- Методологія та організація наукових досліджень

## Напрямки наукової роботи
- Лінгвопрагматика
- Теорія мовленнєвих актів
- Комунікативна лінгвістика
- Лінгвістична генологія
- Стратегії ввічливости та неввічливости

## Стажування та наукові стипендії
- квітень — липень 2007 р. — навчання у Фрідріх Александер Університет Ерлянґен-Нюрнберґ (у рамках програми GIP-DAAD)
- жовтень 2007 р. — березень 2008 р. — навчання в університеті Дуйсбурґ-Ессен (у рамках стипендії DAAD для германістів)
- червень — липень 2009 р. — стипендіатка програми DAAD «Групові поїздки студентів до Німеччини (Studienreisen)»
- серпень 2009 р. — стипендіатка фонду Гайнріха Бьоля під час 2-тижневих літніх курсів у м. Ваймарі («Weimarer Sommerkurse»)
- серпень — вересень 2011 р. — наукове стажування у Фрідріх Александер Університет Ерлянґен-Нюрнберґ (у рамках стипендії DAAD для аспірантів)
- січень 2013 — грудень 2015 р. — стипендія для участі у Європейському літературно-перекладацькому проекті «ТрансСтар Європа»[3]
- квітень — червень 2016 р. — наукове стажування у Фрідріх Александер Університет Ерлянґен-Нюрнберґ (у рамках стипендії DAAD для аспірантів)
- липень — серпень 2019 р. — наукове стажування у Фрідріх Александер Університет Ерлянґен-Нюрнберґ (у рамках стипендії Ганса Зайделя для талановитих науковців)
- січень — лютий 2024 р. — стипендіатка Класичного фонду Ваймара (Weimar-Fellow, Klassik Stiftung Weimar)[4]
- березень — серпень 2024 р. — стипендіатка програми DAAD Zukunft Ukraine: Forschungsstipendien für ukrainische Masterstudierende und Forschende

## Сертифікати
- мовний сертифікат: Die Zentrale Mittelstufenprüfung (2005)
- мовний сертифікат: Goethe-Zertifikat C2 / ZOP (2006)
- мовний сертифікат: TestDaF (2008)
- сертифікат екзаменатора Fit in Deutsch 1/2 (2017, 2021)
- сертифікат екзаменатора  А2 neu (2017, 2021)
- сертифікат екзаменатора  B1 (2019)
- сертифікат екзаменатора  B2 (2019, 2021)

## Участь у семінарах з методики та дидактики викладання німецької мови[1]
- Mit Spielen lernen — Sprachlernspiele im Deutschunterricht (GI Kyiv, 22. — 24.02.2010)
- Schritte international (SLZ Lviv, 14. — 16.05.2010)
- Moderations-und Präsentationstechniken; Binnendifferenzierung (GI Kyiv, 28. — 30.09.2010)
- Neuere Tendenzen DaF (SLZ Lviv, 18. — 20.02.2011)
- Phonetik im DaF-Unterricht (GI Kyiv, 23. — 25.03.2011)
- Der rote Faden oder: Unterrichtsplanung gut gemacht (SLZ Lviv, 15. — 17.11.2013)
- MDE 2.4 "Film im DaF-Unterricht (GI Berlin, 17. — 30.08.2014)
- Fernstudienkurs «Grundfertigkeiten DaF: Fertigkeit Schreiben» (Onlinekurs, 29.09. — 29.11.2014)
- Prüferzertifikat 2015 (GI Kyiv, September 2015)
- Neue Medien im DaF-Unterricht: Potenzial von Lernplattformen (Moodle) und Übungsgeneratoren (GI Kyiv, 18. — 19.03.2015)
- Digitale Medien und Web2.0 im Deutschunterricht (SLZ Lviv, 05. — 07.10.2015)
- Online Tutorieren (Onlinekurs, 25.01. — 17.04.2016)
- Kombinierte Tutorenschulung für hybride Sprachkursmodelle (Onlinefortbildung, 27.06. — 05.08.2016)
- Prüferzertifikat 2016 (GI Kyiv, September 2016)
- Behandlung von technischen Problemen während der Online-Kursräumenutzung und Konfliktmanagement beim Online-Lernen (GI Kyiv, 26. — 27.11.2016)
- Prüferzertifikat 2018 (SLZ Lviv, 22.09.2018)
- DLL-4: Aufgaben, Übungen, Interaktion (Onlinekurs, 21.04. — 28.06.2020)
- DLL Trainerschulung (Onlinekurs, 21.09. — 23.10.2020)
- Unterrichtsplanung 1: Lernziele und Unterrichtsplanung (Onlinefortbildung, 13.10.2020)
- Prüferzertifikat 2020 (online, Oktober 2020)
- Unterrichtsplanung 2: Didaktisch-methodische Prinzipien und Rückwärtsplanung (Onlinefortbildung, 12.11.2020)
- Online Moderieren (Onlinekurs, 26.10. — 20.12.2020)
- Online Monitoring (Onlinekurs, 02.11. — 13.12.2020)
- Einsatz der deutschsprachigen Periodika im DaF-Unterricht (Onlinefortbildung, 22. — 31.03.2021)
- Interkulturelle Landeskunde 1: Landeskunde im Fremdsprachenunterricht (Onlinefortbildung, 30.03.2021)
- Interkulturelle Landeskunde 2: Landeskundliche und kulturbezogene Lernziele (Onlinefortbildung, 15.04.2021)
- DLL-6: Curriculare Vorgaben und Unterrichtsplanung (Online-Fortbildung (inkl. Live-Sitzungen), 12.03. — 23.05.2021)
- Filme im DaF-Unterricht (Fortbildungsveranstaltung des OeAD, 05.07.2021)
- Aufbau- und Hospitationsschulung für die DLL-Hochschulkooperationen (online, 13. — 14.09., 16.09.2021)
- Prüferzertifikat 2021 (online, Oktober 2021)
- Informelle Tests: Formatives Assessment (Online-Fortbildung, 21.10.2021)
- DLL-Barcamp 2021 für Hochschulkooperation des Goethe-Instituts Ukraine (online, 12.11.2021)
- Generation…what? Was denkt und fühlt die neue Generation? (Fortbildungsveranstaltung des OeAD, 22.11.2021)
- Kulturreflexives Lehren und Lernen: Kalliope (Fortbildungsveranstaltung des OeAD, 15.10. — 03.12.2021)
- DLL-2: Wie lernt man die Fremdsprache Deutsch? (Onlinekurs, 27.09. — 05.12.2021)
- DLL-Barcamp 2022 für Hochschulkooperation des Goethe-Instituts Ukraine (online, 09.12.2022)
- Mit digitalen Medien interaktiv unterrichten (Online-Fortbildung, 17.10. — 11.12.2022)
- DLL-7: Prüfen, Testen, Evaluieren (Online-Fortbildung (inkl. Live-Sitzungen), 10.10. — 18.12. 2022)
- Gesellschaftliche und sprachliche Vielfalt in Österreich im Kontext der DACH‐Landeskunde (online, Fortbildungsveranstaltung des OeAD, 20.04., 03.05., 19.05.2023)
- DLL-5: Lernmaterialien und Medien (Online-Fortbildung (inkl. Live-Sitzungen), 20.02. — 30.04.2023)
- FSE 2.2 BL Miteinander und voneinander lernen — Neues für erfahrene Fortbildner*innen (München, 16.07. — 29.07.2023)
- DLL-3: Deutsch als fremde Sprache (Online-Fortbildung (inkl. Live-Sitzungen), 15.01. — 24.03.2024)
- Erfolgreich beim E-Tutoring (Online-Fortbildung für Dozent*innen von dll-Hochschulkooperationen (inkl. Live-Sitzungen), 05.04. — 02.05.2024)

## Участь у конференціях та колоквіумах
- 7 червня 2010 р. — конференція для колишніх стипендіаті фонду Ганса Зайделя, ЛНУ ім. І. Франка
- 8-10 вересня 2010 р. — колоквіум докторантів, смт. Славське
- 13 вересня 2014 р. — колоквіум докторантів  «Forschungsaspekte der ukrainisch-deutschen Nachwuchsgermanistik», Трускавець.
- 26 лютого 2015 р. — Звітна наукова конференція факультету іноземних мов, м. Львів.
- 26 березня 2015 р. — IX Міжнародна науково-практична конференція «Мови і світ: дослідження та викладання», м. Кіровоград.
- 6 вересня 2015 р. — колоквіум докторантів «Junge Germanistik im interkulturellen Dialog», м. Львів.
- 5 лютого 2016 р. — Звітна наукова конференція факультету іноземних мов, м. Львів.
- 4 жовтня 2016 р. — колоквіум докторантів «Neue Tendenzen in germanischer Forschung»
- 12 листопада 2021 — DLL-Barcamp 2021 für Hochschulkooperation des Goethe-Instituts Ukraine (online)
- 3 лютого 2022 р. — Звітна наукова конференція університету за 2021 рік, м. Львів.
- 23 вересня 2022 р. — XXIX Міжнар. наук.-практ. конф. Асоціації українських германістів «Долаємо кордони разом з німецькою мовою = Mit der deutschen Sprache gemeinsam Grenzen überwinden».
- 2-3 грудня 2022 — Міжнародна науково-практична онлайн-конференція «Digitales Lernen und Lehren im Kontext der wissenschaftlichen Redlichkeit in der Mehrsprachigkeit»
- 09 грудня 2022 — DLL-Barcamp 2022 für Hochschulkooperation des Goethe-Instituts Ukraine (online)
- 18 квітня 2024 — онлайн-зустріч зі студентами Ніжинського державного університету імені Миколи Гоголя (групи ФА 41, СОА, СОН) з перекладачкою Ю. Микитюк

## Наукові публікації
Наукові публікації у зарубіжних виданнях:
1. Микитюк Ю. В. Типи реалізації експліцитних та імпліцитних смислів під час висловлення прямих та непрямих компліментів / Science and Education a New Dimension. Philology, IV (26). Budapest, 2016. Issue 106. С. 56-60.[5]

Автореферат:
1. Микитюк Ю. В. Комплімент як мовленнєвий акт (на матеріалі німецькомовних драматичних творів XVIII—XX ст.): автореф. дис. на здобуття наук. ступеня канд. філол. наук: спец. 10.02.04 «Германські мови». Львів: ПАІС, 2017. 21 с.[6]

Наукові публікації у вітчизняних фахових  виданнях:
1. Микитюк Ю. В. Стереотипи та упередження у вивченні іноземної мови (у співавторстві) / Мова і культура (наук. журн.). К.: Видавн. дім Дмитра Бурого, 2009. Випуск 11. Т. VІІІ (120). С. 270—275.
2. Микитюк Ю. В. Функції компліменту в міжлюдській комунікації (на базі малої прози німецькомовних письменників XVIII—XX ст.) / Мова і культура (наук. журн.). К.: Видавн. дім Дмитра Бураго, 2009. Випуск 12. Т. ІІІ (128). С. 138—143.[7]
3. Микитюк Ю. В. Розуміння компліменту як мовленнєвого акту в працях учених ХХ — поч. XXI ст. / Наукові записки. Серія: Філол. науки (мовознавство). Кіровоград: РВВ КДПУ ім. В. Винниченка, 2009. Випуск 81 (2). С. 330—333.[8]
4. Микитюк Ю. В. Діахронія розвитку компліменту в німецькомовній літературі (на основі малої прози XVIII—XX ст.). Мова і культура (наук. журн.). К.: Видавн. дім Дмитра Бураго, 2010. Випуск. 13. Т. ІІ (138). С. 90–95.[9]
5. Микитюк Ю. В. Відмежування компліменту від суміжних мовленнєвих актів / Наукові записки. Серія: Філол. науки (мовознавство). Кіровоград: РВВ КДПУ ім. В. Винниченка, 2012. Випуск 105 (2). С. 519—524.[10]
6. Микитюк Ю. В. Типи реакцій на компліментарне висловлювання (на основі драми Ґ. Е. Лессінґа «Мінна фон Барнгельм, або Солдатське щастя»). Наукові записки. Серія: Філол. науки (мовознавство). Кіровоград: Видавець Лисенко В. Ф., 2015. Випуск 138. С. 208—213.[11]
7. Микитюк Ю. В. Лексико-стилістичні особливості реалізації компліментів у діахронному аспекті / Збірник наукових праць «Нова філологія». Запоріжжя, 2021. Випуск 84 (2021). С.165–173. DOI: https://doi.org/10.26661/2414-1135-2021-84-23.
8. Микитюк Ю. В. Комплімент, його визначення та умови реалізації / Закарпатські філологічні студії. Видавничий дім «Гельветика», 2021. Випуск 16. С.75–80. DOI: https://doi.org/10.32782/tps2663-4880/2021.16.14[12]
9. Микитюк Ю. В. Комплімент як різновид соціальної взаємодії / Науковий вісник Чернівецького національно університету імені Юрія Федьковича. Германська філологія. Чернівці, 2021. Випуск 831—832. С. 218—230. DOI: https://doi.org/10.31861/gph2021.831-832.218-231[13]

Тези доповідей на вітчизняних конференціях:
1. Микитюк Ю. В. Комплімент як двочленний мовленнєвий акт / Матеріали Всеукраїнської наукової студентської конференції «Зіставне вивчення германських та романських мов і літератур» (17-18 березня 2009 року). Донецьк: ДонНУ, 2009. — Том 2. — С. 53–54.
2. Микитюк Ю. В. Комплімент і похвала: критерії розрізнення двох суміжних мовленнєвих актів / Дискурсні стратегії лінгвістики XXI століття: зб. матер. конф. (укр., англ., рос., нім., франц., польск. мовами).  Львів: ВЦ ЛНУ ім. І. Франка, 2011. С. 166—168.
3. Mykytyuk Y. Geschlechtsspezifische Besonderheiten der Realisierung von Komplimenten und Komplimenterwiderungen in den deutschsprachigen Dramen des 18. — 20. Jahrhunderts / Німецька мова в Україні: традиції та перспективи розвитку = Deutsche Sprache in der Ukraine: Kontinuitäten und Entwicklungen: Матеріали XXIII Міжнародної науково-практичної конференції Асоціації українських германістів (4-6 жовтня 2016 р.). — Львів: ПАІС, 2016. — С. 103—105.
4. Микитюк Ю. Вплив статусу співрозмовників на висловлення компліментів упродовж XVIII—XX ст. / Тези звітної наукової конференції професорсько-викладацького складу факультету іноземних мов за 2021 рік (3/4 лютого 2022 рік). Львів: ПАІС, 2022. С.196–198.
5. Mykytyuk J. Sprechakt Kompliment in der Psychologie und Psycholinguistik. / Долаємо кордони разом з німецькою мовою = Mit der deutschen Sprache gemeinsam Grenzen überwinden: Матеріали XXIX Міжнар. наук.-практ. конф. Асоціації українських германістів (23 вересня 2022 р.). Львів: ПАІС, 2022. C.102–103.

## Переклади
1. Брехт Б. (2014). Солдат з Лас-Сьйота. Непристойна стара; пер. з нім. Ю. Микитюк. Брехтівський часопис. № 4. С. 76–80.
2. Шоєрман З. (2015). Подарунок; пер. з нім. Ю. Микитюк / Усі інші. Історії про кохання, насильство і пам'ять: Із сучасної німецької прози // Упоряд. М. Іваницька, Т. Супрун. К.: Критика. С. 257—278.[14]
3. Ляйбер С. (2015). Перший зрізок. Муштра; пер. з нім. Ю. Микитюк / Усі інші. Історії про кохання, насильство і пам'ять: Із сучасної німецької прози // Упоряд. М. Іваницька, Т. Супрун. К.: Критика. С. 121—144.[14]
4. Ремарк Е. М. (2015). Тіні в раю. Роман; пер. з нім. Ю. Микитюк. Харків: Книжковий Клуб «Клуб Сімейного Дозвілля». С. 603—957.[15]
5. Ремарк Е. М. (2016). Мансарда мрій. Роман; пер. з нім. Ю. Микитюк. Харків: Книжковий Клуб «Клуб Сімейного Дозвілля». С. 253—402.[16]
6. Ляйбер С. (2016). Остання земля (уривок з роману); пер. з нім. Ю. Микитюк / Німецька сучасна література / Київ: Goethe-Institut. С.8–11.
7. Воллебен П. (2017). Таємниче життя дерев; пер. з нім. Ю. Микитюк. Харків: Книжковий Клуб «Клуб Сімейного Дозвілля». 224 с.[17]
8. Зандиґ У. А. (2017). Вірші. [Європа в поемі. Grand Tour. Подорож молодою європейською поезією разом із Федерико Італьяно та Яном Вагнером]; пер. з нім. Ю. Микитюк. Львів. С. 34–39.
9. Гауеншільд Л. (2019). Цілком дівчачі штукенції; пер. з нім. Ю. В. Микитюк. Харків: Юнісофт. 96 с. : іл. (Серія «Енциклопедія для допитливих»).[18]
10. Хауенсчайлд Л. (2019) Я ось така, яка вже є; пер. з нім. Ю. В. Микитюк. Харків: Юнісофт. 96 с. : іл. (Серія «Енциклопедія для допитливих»).[19]
11. Tykholoz B., Tykholoz N. (2019). Franko von A bis Z; Übersetzung: Julija Mykytyuk. Lwiw: Staryj-Lew-Verlag. 62 S.
12. Шталь Ш. (2022). Твоїй внутрішній дитині потрібен дім; пер. з нім. Ю. В. Микитюк. Харків: Книжковий Клуб «Клуб Сімейного Дозвілля». 256 с.[20]
13. Архипова-Дубро В. (2024). Моя сім'я / Meine Familie. Українсько-німецька. Пер. з нім. Ю.Микитюк. Харків: Юнісофт. 16 с.[21]
14. Архипова-Дубро В. (2024). Розпорядок дня / Tagesablauf. Українсько-німецька. Пер. з нім. Ю.Микитюк. Харків: Юнісофт. 16 с.[21]
15. Архипова-Дубро В. (2024). Правила дорожнього руху / Verkehrsregeln. Українсько-німецька. Пер. з нім. Ю.Микитюк. Харків: Юнісофт. 16 с.[21]
16. Архипова-Дубро В. (2024). В супермаркеті / Im Supermarkt. Українсько-німецька. Пер. з нім. Ю.Микитюк. Харків: Юнісофт. 16 с.[21]
17. Архипова-Дубро В. (2024). Моє тіло / Mein Körper. Українсько-німецька. Пер. з нім. Ю.Микитюк. Харків: Юнісофт. 16 с.[21]
18. Архипова-Дубро В. (2024). У будинку / Im Haus. Українсько-німецька. Пер. з нім. Ю.Микитюк. Харків: Юнісофт. 16 с.[21]
19. Архипова-Дубро В. (2024). У лікарні / Im Krankenhaus. Українсько-німецька. Пер. з нім. Ю.Микитюк. Харків: Юнісофт. 16 с.[21]
20. Архипова-Дубро В. (2024). День у школі / Ein Tag in der Schule. Українсько-німецька. Пер. з нім. Ю.Микитюк. Харків: Юнісофт. 16 с.[21]
21. Архипова-Дубро В. (2024). Наша подорож до Лондона / Unsere Reise nach London. Українсько-німецька. Пер. з нім. Ю.Микитюк. Харків: Юнісофт. 16 с.[21]
22. Архипова-Дубро В. (2024). Вивчаємо цифри / Wir lernen Zahlen. Українсько-німецька. Пер. з нім. Ю.Микитюк. Харків: Юнісофт. 16 с.[21]
23. Ремарк Е. М. (2024). Ґем. Роман; пер. з нім. Ю. Микитюк. Харків: Книжковий Клуб «Клуб Сімейного Дозвілля». С. 195—416.[16]

## Профілі
- ORCID ID[22]
- Google Scholar[23]
- Academia[24]
- LinkedIn[25]